# ワンダーランド (2003年の映画)
『ワンダーランド』（原題: Wonderland）はハリウッドで実際に起きた「ワンダーランド殺人事件」を主題にした2003年にアメリカとカナダで制作された映画。ジェームズ・コックス監督、ヴァル・キルマー主演。上映時間106分。 
別題『ワンダーランド ポルノスターの殺意』。

## ストーリー
ハリウッドでの絶大な人気を誇った俳優ジョン・ホームズ（ヴァル・キルマー）は人気に陰りがみえた頃、ドラッグに溺れる日々を送っていた。
そしてハリウッドのワンダーランド通りで起こった殺人事件の容疑者として逮捕される。妻シャロン（リサ・クドロー）や恋人ドーン（ケイト・ボスワース）が警察の尋問を受けるが、証言が食い違い真実が見えてこない。

## スタッフ・製作
- 監督: ジェームズ・コックス
- 製作: ドーン・シラー＝ブリストル
- 脚本: ジェームズ・コックス、キャプテン・モズナー
- 撮影: マイケル・グラッディ
- 音楽: クリフ・マルティネス

## キャスト
- ジョン・ホームズ： ヴァル・キルマー
- ドーン・シラー ： ケイト・ボスワース
- シャロン・ホームズ ： リサ・クドロー
- デヴィッド・リンド ： ディラン・マクダーモット
- エディ・ナッシュ ： エリック・ボゴシアン
- ロン・ロニアス ： ジョシュ・ルーカス
- ビリー・デヴェレル ： ティム・ブレイク・ネルソン
- ジョイ・ミラー ： ジャニーン・ガラファロー
- バーバラ・リチャードソン ： ナターシャ・グレグソン・ワグナー
- スーザン・ロニアス ： クリスティナ・アップルゲイト
- サム・ニコ ： テッド・レヴィン
- ビリー・ウォード ： M・C・ゲイニー
- スリム・ジム ： ルイス・ロンバルディ
- ジャック ： スクート・マクネイリー
- サリー・ハンセン ： キャリー・フィッシャー
- 船上の美女 ： パリス・ヒルトン

## パッケージソフト
- DVD『ワンダーランド』 2005年10月21日発売。東北新社。